# بل (آریزونا)
بل (به انگلیسی: Bell) یک منطقهٔ مسکونی در ایالات متحده آمریکا است که در آریزونا واقع شده‌است. بل ۲٬۰۰۰ متر بالاتر از سطح دریا واقع شده‌است.